# LFP Manager 10
LFP Manager 10 (FIFA Manager 10) est un jeu vidéo de gestion sportive dans le domaine du football sorti sur PC en octobre 2009. Il fait partie de la série LFP Manager. LFP Manager 10 est développé par Bright Future et édité par EA Sports. Le jeu donne la possibilité de contrôler un large éventail de caractéristiques, comme discuter tactique avec les joueurs ou de créer des stades gigantesques pour abriter les fans. Pour la première fois, la série propose un mode en ligne, ainsi que d'une animation en 3D.

## Accueil
- Jeuxvideo.com : 14/20[1]